# Aerojet Rocketdyne Holdings
Aerojet Rocketdyne Holdings, nommé jusqu'en 2015 GenCorp est un fabricant américain de moteurs-fusées pour l'industrie aérospatiale et militaire. Il est basé à Sacramento en Californie. 
Aerojet Rocketdyne se classait en 2023 au 55e rang mondial pour la production d'armement.

## Historique
GenCorp est issue de la General Tire & Rubber Company, un fabricant de pneumatiques fondé en 1915. La société se diversifie au XXe siècle en particulier dans le cinéma et les médias. Elle constitue en 1959 RKO General à partir de RKO Pictures et de ses actifs dans la radiodiffusion. En 1984, la société évolue en holding et se rebaptise GenCorp. General Tire et RKO General en sont les deux principaux actifs. L'activité pneumatiques est revendue à l'allemand Continental en 1987 ; RKO General est revendu en 1991. Ses activités de matériaux de construction et de produits chimiques sont séparées au sein de la société OMNOVA Solutions Inc en 1999 et mises en bourse.
En juillet 2012, GenCorp rachète son concurrent Rocketdyne auprès de United Technologies et prend son nom en 2015.
GenCorp emploie en 2011 environ 3 000 salariés, et réalise cette année-là un chiffre d'affaires de 918 millions de dollars, un résultat d'exploitation de 38,8 millions de dollars et un résultat net de 2,9 millions de dollars. L'essentiel de l'activité est réalisée par Aerojet, avec 910 millions de dollars de chiffre d'affaires, contre 8,4 millions de dollars pour la filiale Real Estate.
En 2018, le chiffre d'affaires de Aerojet Rocketdyne Holdings est de 1,895 milliards de dollars et elle est classée au 49e rang mondial de l'industrie de la défense.

## Activités
L'activité de GenCorp est assise en 2011 sur deux filiales : 
- Aerojet, un fabricant de propulseurs pour les lanceurs spatiaux, les missiles stratégiques et tactiques et les satellites. Les moteurs d'Aerojet utilisent des propergols solides et liquides, et l'électricité pour les satellites.

Ses principaux clients sont le fabricant de missiles Raytheon (36 % du chiffre d'affaires 2011) et Lockheed Martin (28 %). Mais le client final est à 93 % le gouvernement américain et ses agences, à savoir en 2011 l'US Army à 25 %, la Missile Defense Agency à 22 %, l'US Air Force à 18 %, l'US Navy à 16 % et la NASA à 12 %. 
Ses principaux concurrents sont alors les américains Rocketdyne racheté en 2012 et Alliant Techsystems, mais on trouve également American Pacific Corporation, SpaceX, le Français Safran, l'Italien Avio et le Scandinave Nammo Talley dans la propulsion des missiles et des lanceurs, et L-3 Communications, Moog Inc (en), Northrop Grumman et Astrium dans la propulsion des satellites.  
- Real Estate, dans l'immobilier. Cette filiale possède en 2011 environ 6 600 hectares dans la région de Sacramento, Californie. Ces propriétés ont été acquises au début des années 1950 pour développer les activités aérospatiales du groupe et ont été désaffectées. Cette activité est gérée par une filiale Easton Development Company[5] qui a effectué pour 6,83 millions de dollars de vente en 2018[3].